# Lino Toffolo
Pour les articles homonymes, voir Toffolo.
Lino Toffolo, né à Murano le 31 décembre 1934 et mort dans cette ville le 17 mai 2016, est un acteur, chanteur, auteur-compositeur et animateur de télévision italien.

## Biographie
Lino Toffolo est né à Murano, une ile de Venise. Peu après le début de sa carrière il déménage à Milan où il obtient son premier succès en tant que chanteur au « Derby Club », en jouant un ivrogne chantant en dialecte vénitien,. Lino Toffolo joue en 1968 dans Chimera son premier film. Il apparaît dans 24 titres entre 1968 et 1978, sous la direction de réalisateurs comme Dino Risi, Mario Monicelli, Salvatore Samperi, Pasquale Festa Campanile, puis il concentre son activité sur la scène et la télévision.
Sa carrière variée comprend trois albums de musique et plusieurs singles de musique, dont le plus réussi est Johnny Bassotto, classé 2e en 1972 au Hit Parade italien. Il a aussi écrit deux livres : A Ramengo et A Gratis et est auteur de deux pièces de théâtre Gelati caldi et Fisimat.

## Filmographie partielle
- 1968 : Chimera, réalisation d'Ettore Maria Fizzarotti
- 1969 : I quattro del pater noster, réalisation de Ruggero Deodato
- 1970 : 
  - Quando le donne avevano la coda, réalisation de Pasquale Festa Campanile
  - Brancaleone s'en va-t-aux croisades, réalisation de Mario Monicelli
- 1971 : 
  - Un'anguilla da 300 milioni, réalisation de Salvatore Samperi
  - Ma femme est un violon, réalisation de Pasquale Festa Campanile
  - La Betìa ovvero in amore, per ogni gaudenza, ci vuole sofferenza, réalisation de Gianfranco De Bosio
- 1972 : 
  - Causa di divorzio, réalisation de Marcello Fondato
  - Quando le donne persero la coda, réalisation de Pasquale Festa Campanile
  - Beati i ricchi, réalisation de Salvatore Samperi
- 1973 : L'emigrante, réalisation de Pasquale Festa Campanile
- 1974 : 
  - Péché véniel, réalisation de Salvatore Samperi
  - La bellissima estate, réalisation de Sergio Martino
- 1975 : 
  - Fais vite avant que ma femme revienne ! (Yuppi du), réalisation d'Adriano Celentano
  - Il padrone e l'operaio, réalisation de Steno
  - L'infermiera, réalisation de Nello Rossati
- 1976 : 
  - La Carrière d'une femme de chambre, réalisation de Dino Risi
  - Culastrisce nobile veneziano, réalisation de Flavio Mogherini
  - Le Bataillon en folie (Sturmtruppen), réalisation de Salvatore Samperi
- 1977 : 
  - Messalina, Messalina!, réalisation de Bruno Corbucci
  - L'inquilina del piano di sopra, réalisation de Ferdinando Baldi
- 1978 : Scherzi da prete, réalisation de Pier Francesco Pingitore
- 2006 : Nuvole di vetro, réalisation de Lino Toffolo
- 2011 : Il giorno in più, réalisation de Massimo Venier